# ニード・ユア・ラヴ・ソー・バッド
ニード・ユア・ラヴ・ソー・バッド（Need Your Love So Bad）（あるいはI Need Your Love So Badの題名でも知られる）は、R&Bシンガー、リトル・ウィリー・ジョンが1955年に初めてレコーディングした楽曲。ゴスペル、ブルースおよびリズム・アンド・ブルースが特徴的に融合したと評される。ジョンの2枚目のシングルであり、かつ米国における2枚目のチャート入りしたヒット曲でもある。
ジョンの最も著名な楽曲のひとつとして知られ、数多くのコンピレーション・アルバムに収録されている。1968年には、フリートウッド・マックがカヴァーし、イギリスおよびオランダのシングル・チャート入りを果たしている。

## 概要
曲の構成はAABA形式で、ハーモニーの使い方は典型的なR&Bバラードのスタイルとなっている。しかしながら、この曲は「一般的なR&Bバラードとは大きく異なる濃縮され強烈な愛への嘆願」と評された。
ジョンは、この曲を1995年9月20日、ニューヨークにて録音した。彼がヴォーカルを取り、ロバート・"ババー"・ジョンソンがピアノ、ミッキー・ベイカーがギター、ミルトン・ヒントンがベース、カルヴィン・シールズがドラムス、ウィリス・ジャクソンとデイヴィッド・ヴァン・ダイクがテナー・サックス、そしてルーベン・フィリップスがバリトン・サックスを担当した。

## ソングライター・クレジットとリリース
ソングライター・クレジットについては、レコードのリリースによって異なるものが存在する。オリジナルのキング・レコードのリリースにおいては、ソングライターは"Willie John"となっており、フリートウッド・マックのオリジナルのブルー・ホライズン盤およびCBS盤シングルも同様である。しかしながら、コンピレーションによっては、ライターをジョンの兄である"Mertis John"としているものもある。
2001年に出版されたリトル・ウィリー・ジョンの伝記には以下の通り記述されている：
マーティス・ジュニアが楽曲の大部分を朝鮮で書きウィリーのもとに持っていった。ウィリーはそれに手を加えて曲を完成させた。ウィリーの個性は明らかにこの楽曲で発揮されており、マーティスは2008年になってから共作者としてウィリーの名前を復活させている。
アメリカ合衆国の演奏権管理団体のひとつ放送音楽協会（BMI）はこの曲のソングライターとしてウィリアム・エドワード・ジョンとマーティス・ジョン・ジュニア（リトル・ウィリーと彼の兄の法的な氏名）の2人をクレジットしている。
キング・レコードがリリースしたジョンのこのシングルは、1956年にビルボードのR&Bチャートの第5位を記録し、B面の「Home At Last」も同チャートの第6位のヒットとなっている。この曲はジョンの最もポピュラーな曲として知られ、『Fever: The Best of Little Willie John』（1993年）、『The Very Best of Little Willie John』（2001年）など様々なコンピレーション・アルバムに収録されている。

## 参加ミュージシャン
- Little Willie John リトル・ウィリー・ジョン - vocals
- Willis Jackson ウィリス・ジャクソン - tenor saxophone
- David Van Dyke デイヴィッド・ヴァン・ダイク - tenor saxophone
- Reuben Phillips ルーベン・フィリップス - baritone saxophone
- Robert "Bubber" Johnson ロバート・"ババー"・ジョンソン - piano
- Mickey Baker ミッキー・ベイカー - guitar
- Milt Hinton ミルト・ヒントン - bass
- Calvin Shields カルヴィン・シールズ - drums[6]

## カバー・バージョン

### フリートウッド・マック
1968年、フリートウッド・マックがマイク・ヴァーノンのプロデュースの下、ブルー・ホライズン・レコードに「ニード・ユア・ラヴ・ソー・バッド」を吹き込んだ。ヴァーノンによると、彼はグループのギタリストであり、ヴォーカリストのピーター・グリーンに対し、ストリングスを加えることを提言した。ヴァーノンはジョンのオリジナル・バージョンでギターを担当したミッキー・ベイカーにコンタクトし、この曲のオーケストラ・スコアを書くよう依頼している。
この曲はシングルとしてリリースされ、B面には「Stop Messin' Round」が収録された。1968年8月、UKのシングル・チャートの第31位を記録、そしてオランダではチャートの7位まで上った。後になって英国でブルー・ホライズンがシングルとして再発し、その際はB面に「No Place To Go」が収録された。そしてCBSは『ホール・オヴ・フェイム・ヒッツ』シリーズのひとつとしてこの曲をシングルのB面でリリースした。このリリースのA面は"「Albatross」だった。
この曲は、いくつかのフリートウッド・マックのコンピレーション・アルバムに収録されている。その中には『The Pious Bird of Good Omen』（1969年）、『Greatest Hits』（1971年）などがある。1999年には『The Complete Blue Horizon Sessions 1967–1969』がリリースとなり、この曲の別テイクが収録された。テイクのひとつにはグリーンによるギターとヴォーカルのオーヴァーダブがなされており、当初このバージョンが米国のシングルとなる予定だったがリリースされなかった。

### ゲイリー・ムーア
1995年には、ギタリスト/シンガーのゲイリー・ムーアがピーター・グリーンへのトリビュート・アルバム『ブルーズ・フォー・グリーニー』（1995年）のためにこの曲をレコーディングした。ムーアのバージョンは1995年6月にシングルとしてリリースされ、UKシングル・チャートの48位を記録している。

### その他のカバー
この曲はジョンの楽曲の中では「フィーヴァー」と並び、最も多くのカバーがなされた楽曲のひとつである。アーマ・トーマス (1964年)、ソロモン・バーク (1968年)、ジュニア・パーカー (1971年)、オールマン・ブラザーズ・バンド (1979年)、リトル・ミルトン (1980年)、スティング (1982年)、ボビー・ブランド (1985年)といったアーティストがカバーをリリースしている。